# 大瀬 (給油艦)
大瀬（おおせ/おほせ）は、日本海軍の特務艦（運送艦）。

## 概要
元は1935年（昭和10年）4月にドイツ・ハンブルクのフィンケンウェルダ社で進水したオランダのラ・コロナ石油会社所属の油槽船「ヘノタ（Genota）」。1942年（昭和17年）4月30日にオーストラリアのジェラルトンを出港しイランのアーバーダーンへ向かっていたが、同年5月9日にインド洋上で日本海軍の特設巡洋艦「報国丸」と「愛国丸」によって拿捕される。20名ほどの回航班が乗り込み、まずペナンへ回航された。5月17日にペナンに到着したが、その際在泊艦船から砲門を向けられたという。その後、タラカンで油を積み徳山へ向かうよう命じられ5月30日にタラカン到着。6月10日、徳山に到着。6月17日に東京湾につき、6月20日に横浜捕獲審判所に引き渡された。東京湾への航海中には、回航班の大半が下痢になったり、大島に乗り上げかけたといったことがあったという。
同年7月20日「大瀬」と命名し特務艦に編入、舞鶴鎮守府籍とし、運送艦に類別された。同年10月5日に横須賀海軍工廠でガソリン輸送艦として整備完了し、その後は主に南方からの軽質油輸送に従事した。
1943年（昭和18年）6月24日、高雄行きの第169船団に加わって航行中、奄美大島西方で米潜「スヌーク」の雷撃を受け魚雷2本が命中、機械室前方で船体がほとんど切断する被害を受けた。奄美大島で応急修理の後、佐世保海軍工廠で修理を行った。同年11月30日には佐世保を出港し、輸送任務についた。
1944年（昭和19年）3月30日、パラオ大空襲で米艦載機の空襲を受け沈没した。4月25日、本艦の残務整理は舞鶴鎮守府艦船部隊残務整理班で行われた。5月10日、大瀬は帝国特務艦籍から除かれ、運送艦から削除された。

## 捕獲検定と戦後の再審査
1942年6月19日横須賀捕獲審検所に送致され、船体は横須賀鎮守府司令長官に委託される。8月15日、検定開始。同月18日、検定確定し「捕獲」とされた。同月20日、官報に判決が掲載され、翌21日に執行手続きを終えた。
戦後の1953年3月、対日平和条約第17条に基づきオランダからヘノタの捕獲措置が国際法上合法かどうかの再審査要求があり、日本側は運輸省の外局として捕獲審検再審査委員会（委員長法学博士信夫淳平）を設置し検定を行った。本件は同年6月に検定確定し日本海軍による捕獲措置は正当と認め、外務省はその結果を同年6月16日にオランダ大使館へ通告した。ヘノタは捕獲審検再審査委員会が取り扱った検定の最初の案件だった。

## 歴代艦長
1. 三坂直廉 大佐：1942年7月20日[30] - 1943年9月15日[31]
2. 木岡蟻志松 大佐：1943年9月15日[31] - 1944年4月15日[32]